# Better Man: Роби Уилямс
„Better Man: Роби Уилямс“ (на английски: Better Man) е полубиографичен филм от 2024 г. за британския поп певец Роби Уилямс. Режисьор е Майкъл Грейси, който е съсценарист със Саймън Глийсън и Оливър Коул. Уилямс е изобразен като шимпанзе с помощта на компютърна графика, а Джоно Дейвис използва улавяне на движение.
Премиерата на филма се състои на 51-вия филмов фестивал на Телюрайд на 30 август 2024 г. и излиза по кината в Съединените щати на 25 декември 2024 г. в разпространение от „Парамаунт Пикчърс“, както и в Австралия на 26 декември от „Роудшоу Филмс“.

## Актьорски състав
- Роби Уилямс – Себе си (глас)
  - Джоно Дейвис – Младият Роби Уилямс (глас)
- Стийв Пембертън – Питър
- Алисън Стедман – Бети
- Деймън Хериман – Найджъл Мартин-Смит
- Рашел Бано – Никол Епътлтън
- Антъни Хейс – Крис Бригс
- Кейт Мълвани – Джанет
- Фрейзър Хадфийлд – Нейт
- Джейк Симънс – Гари Барлоу
- Лиъм Хийд – Хауърд Доналд
- Джеси Хайд – Марк Оуен
- Чейз Волънуейдър – Джейсън Ориндж
- Адам Тъкър – Роби (вокали)
- Крис Гън – Ноел
- Джак Макмин – Люк
- Джейми Кондън – един от папараците